# آيت إكاس (آيت إيڭاس)
آيت إكاس هي إحدى مشيخات المملكة المغربية، تتبع جغرافيا لإقليم تارودانت وإداريًا لآيت إيڭاس. يقدر عدد سكانها بـ 9533 نسمة حسب الإحصاء الرسمي للسكان والسكنى لسنة 2004.